# Guadahortuna
Guadahortuna es una localidad y municipio español situado en la parte septentrional de la comarca de Los Montes, en la provincia de Granada, comunidad autónoma de Andalucía. Limita con los municipios granadinos de Montejícar, Domingo Pérez de Granada, Píñar, Torre-Cardela, Gobernador, Pedro Martínez y Alamedilla; y con los jienenses de Cabra del Santo Cristo y Huelma. Por su término discurre el río Guadahortuna.
El municipio guadahortuneño es una de las veintiuna entidades que componen la mancomunidad de los Montes Orientales, y comprende el núcleo de población de Guadahortuna —capital municipal— y los diseminados de El Navazuelo, El Fístel y Doña Marina, entre otros.

## Toponimia
Su nombre deriva del árabe wad, que significa «río», y del latín fortuna. Aparece bajo la denominación Guadifortuna para los árabes y Guadafortuna, Hortuna u Hortagna para los castellanos.
Se emplean los gentilicios tanto guadahortuneño/a como guartuneño/a.

## Símbolos
Guadahortuna cuenta con un escudo y bandera adoptados oficialmente el 19 de mayo de 2003.

### Escudo
Su descripción heráldica es la siguiente:

En campo de plata (blanco), una banda cargada de ondas de plata y azur (azul), y en cada hueco una encina de sinople (verde). Escudo timbrado con una corona real.

### Bandera
La enseña del municipio tiene la siguiente descripción:

Paño rectangular, de proporción 2:3, de color blanco con una franja diagonal tricolor, azul, blanco y azul (sic), que va desde el ángulo superior del asta hasta el inferior del batiente, de anchura 1/5 del total de la anchura del paño. Lleva sobrepuesto al centro el escudo del municipio, timbrado de corona real, sin cruz (sic).

## Historia
Los primeros asentamientos observados en el término municipal son de íberos de la Edad de Bronce.
En el contexto de la Reconquista, el valle del río Guadahortuna se encontraba en un peligroso y escasamente poblado territorio fronterizo. Las únicas referencias eran el castillo de Montejícar y el de Alicún de Ortega, al norte los de Huelma y Solera y al sur los de Iznalloz, Píñar y Gorafe.

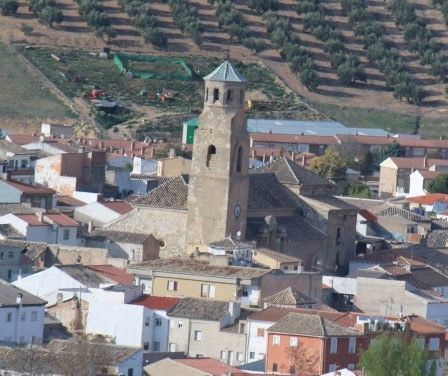
Vista de la Iglesia de Santa María la Mayor, en Guadahortuna

Guadahortuna como población se fundó en el siglo XVI, entre 1504 y 1505, tras la reconquista cristiana del Reino de Granada cuando el Consejo de Granada tomó la iniciativa de fundar una nueva población para dar seguridad al camino hacia Granada y para consolidar el señorío de Granada frente al de Jaén. Entre 1503 y 1505 se repoblaron además por iniciativa real las poblaciones de Iznalloz, Píñar y Montejícar. Para mantener el asentamiento de la población los vecinos de Guadahortuna gozaban de exenciones a cambio de residir en el nuevo lugar por diez años, que se hubieron de extender a Montejícar para evitar su propia despoblación. La procedencia de los pobladores entre 1504 y 1510 fue del Reino de Jaén, Castilla la vieja, Castilla la Nueva, el Reino de Valencia, algunos imprecisos como Alcalá, Cueto y La Hinoja junto a otros no especificados. En 1550 el vecindario estaba formado por unas 250 personas.
El corregidor y los regidores de Granada nombraron previo sorteo a los alcaldes, regidores y alguaciles de los villas de Los Montes, pudiendo encontrar esta información en los libro de las actas capitulares del Ayuntamiento de Granada.
Guadahortuna se convirtió en la principal suministradora de carbón y madera de Granada y se integró en las Siete Villas con obligación de comerciar únicamente con Granada. También se sabe por un acta de las Cortes de 1548 que era muy importante su labor en los vidrios. Con Felipe II, en 1557, los vecinos de Pedro Martínez y Juan de Molina, en representación del pueblo, gestionaron la compra de la corona de la independencia de Guadahortuna por 7000 maravedíes por cada vecino, en total 351 vecinos que asciende a 2 457 000 maravedíes. Llegó a pertenecer al señorío de Antonio Álvarez de Bohorques, I marqués de los Trujillos.

## Geografía
Guadahortuna presenta una orografía suave con algunas excepciones. El punto más alto del término es el cerro Torrecilla (1227 m s. n. m.), situado en la zona conocida como La Atalaya. Entre los llanos y sierras medianas que flanquean el municipio destacan el Santerga, La Serreta, Monforte y Oqueales. Los principales montes son el mencionado Torrecilla, los Altos del Navazuelo, el Vergara, la loma de los Arrieros y la loma de Vertientes.
El río Guadahortuna cruza la población y va a desembocar en el Guadiana Menor tras recorrer cincuenta y dos kilómetros desde su nacimiento.
Geológicamente hablando está en el Altiplano Granadino. La serie oligoceno mioceno del Navazuelo, situada en el arroyo de Las Piletas o cerro Grande, está catalogada como punto de interés geológico, así como de tiene interés científico, didáctico y turístico.

### Situación
Integrado en la comarca de Los Montes, se encuentra situado a 60 kilómetros de la capital provincial, a 64 de Jaén, a 148 de Almería y a 269 de Murcia. El término municipal está atravesado por la carretera A-323, que conecta Guadahortuna con Iznalloz.
| Noroeste: Montejícar y Huelma (J)            | Norte: Huelma (J)          | Nordeste: Huelma (J) y Cabra del Santo Cristo (J) |
| Oeste: Montejícar y Domingo Pérez de Granada |                            | Este: Alamedilla                                  |
| Suroeste: Píñar                              | Sur: Píñar y Torre-Cardela | Sureste: Gobernador y Pedro Martínez              |

## Demografía
Guadahortuna cuenta con una población de 1830 habitantes (INE 2024).
| Gráfica de evolución demográfica de Guadahortuna entre 1842 y 2021                                                  |
| |
| Población de derecho según los censos de población del INE Población de hecho según los censos de población del INE |

Se distribuyen de la siguiente manera:
| Unidad poblacional | Hab. |
| ------------------ | ---- |
| Guadahortuna       | 1815 |
| diseminado         | 24   |
| TOTAL              | 1839 |

## Economía
El sector primario es el que más riqueza y puestos de trabajo generan. Los cultivos predominantes son el cereal y el olivar. Guadahortuna se encuentra dentro del área de la Denominación de Origen Protegida Montes de Granada.

### Evolución de la deuda viva municipal
| Gráfica de evolución de deuda viva del Ayuntamiento de Guadahortuna entre 2008 y 2019                                |
| |
| Deuda viva del Ayuntamiento de Guadahortuna en miles de euros según datos del Ministerio de Hacienda y Ad. Públicas. |

## Administración y política
Los resultados en Guadahortuna de las últimas elecciones municipales, celebradas en mayo de 2023, son:
| Elecciones Municipales - Guadahortuna (2023) | Elecciones Municipales - Guadahortuna (2023)    | Elecciones Municipales - Guadahortuna (2023) | Elecciones Municipales - Guadahortuna (2023) | Elecciones Municipales - Guadahortuna (2023) |
| Partido político                             | Partido político                                | Votos                                        | Votos                                        | Concejales                                   |
| -------------------------------------------- | ----------------------------------------------- | -------------------------------------------- | -------------------------------------------- | -------------------------------------------- |
|                                              | Partido Socialista Obrero Español (PSOE)        | 408                                          | 33,53 %                                      | 3                                            |
|                                              | Izquierda Unida-Guadahortuna para la Gente (IU) | 762                                          | 62,61 %                                      | 6                                            |
|                                              | Partido Popular (PP)                            | 42                                           | 3,45 %                                       | 0                                            |

## Comunicaciones

### Carreteras
Las principales vías de comunicación que transcurren por el municipio son:
| Identificador | Denominación                                | Itinerario                               |
| ------------- | ------------------------------------------- | ---------------------------------------- |
| A-323         | De Guadahortuna a Iznalloz                  | Guadahortuna - Iznalloz                  |
| A-401         | Carretera de Úbeda a Moreda                 | Úbeda - Moreda                           |
| GR-5100       | De Montejícar a Dehesas de Guadix           | Montejícar - Dehesas de Guadix           |
| GR-5101       | De Torre-Cardela a Villanueva de las Torres | Torre-Cardela - Villanueva de las Torres |

Algunas distancias entre Guadahortuna y otras ciudades:
| Ciudades | Distancia (km) |
| -------- | -------------- |
| Iznalloz | 24             |
| Granada  | 60             |
| Jaén     | 64             |
| Almería  | 148            |
| Murcia   | 269            |

### Ferrocarril
Por el municipio también pasa la línea Linares Baeza-Almería que une la ciudad de Linares con Granada y Almería. Existe una estación de Alamedilla-Guadahortuna en el término alamedillero, pero actualmente está sin servicio de viajeros, aunque puede ser utilizada como apartadero para efectuar cruces de trenes.

## Servicios públicos

### Sanidad
El municipio cuenta con un consultorio médico de atención primaria situado en la avenida de los Emigrantes s/n, dependiente del distrito sanitario Metropolitano de Granada. Con servicio de urgencias 24 horas.
El área hospitalaria de referencia es el Hospital Ruiz de Alda situado en Granada capital.

### Educación
Los centros educativos que hay en el municipio son:
| Denominación genérica                    | Nombre del centro           | Naturaleza | Dirección           |
| ---------------------------------------- | --------------------------- | ---------- | ------------------- |
| Instituto de educación secundaria        | IES Isabel la Católica      | Público    | Av. de Granada, s/n |
| Colegio de educación infantil y primaria | CEIP Virgen de Loreto       | Público    | Av. de Granada, s/n |
| Sección de educación permanente          | SEP Guadahortuna-Campotéjar | Público    | Ctra. de Ronda, s/n |

## Cultura

### Patrimonio

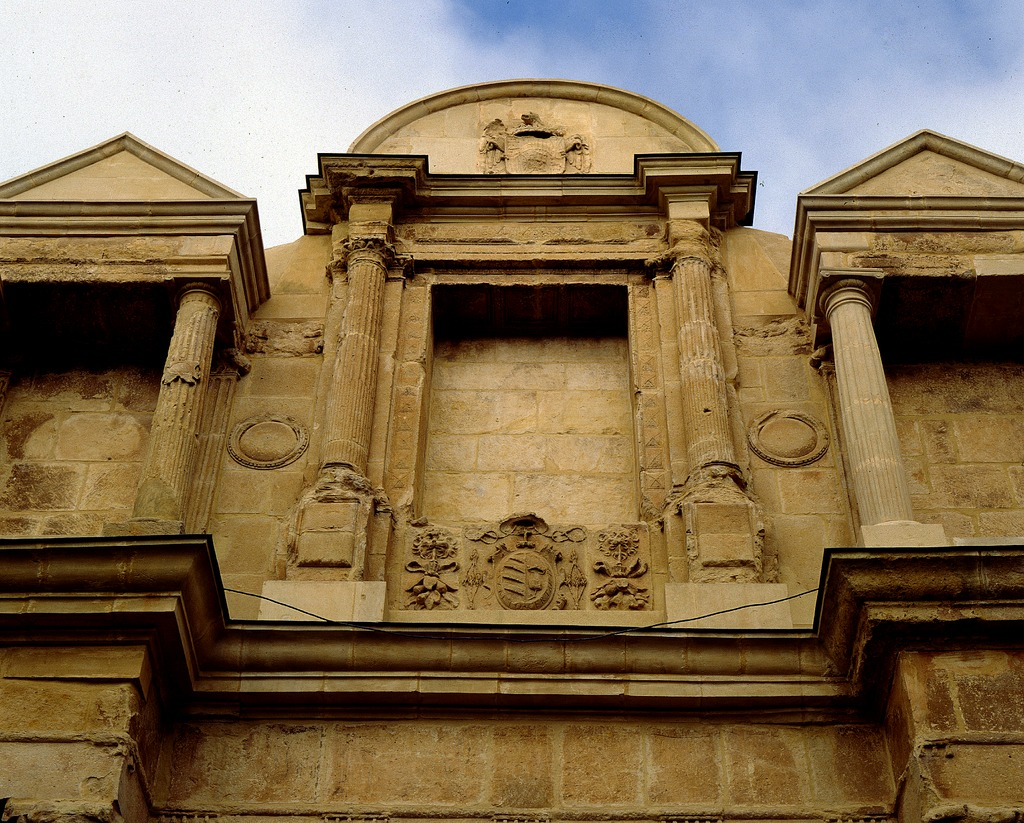
Portada de la iglesia de Santa María la Mayor de Guadahortuna

Son Bienes de Interés Cultural la iglesia de Santa María la Mayor de Guadahortuna, la atalaya árabe de la Torrecilla y el Puente del Hacho. Además destaca por su belleza el paseo de la Bombilla.

### Fiestas
Guadahortuna celebra sus fiestas mayores el segundo fin de semana de septiembre en honor a la patrona de la localidad, la Virgen de Loreto.
Otra de sus celebraciones importantes son las Candelarias el 2 de febrero. En ellas se queman hogueras en distintos puntos del pueblo, con cánticos populares a su alrededor y degustación de productos locales.
Por último, cabe destacar el 9 de marzo, día de la fundación del pueblo, que es fiesta local.

### Gastronomía
Son típicos en Guadahortuna platos como el puchero de la matanza, los andrajos con liebre, la perdiz escabechada, el potaje de vigilia, el choto al ajillo, la olla gitana, las migas de patatas acompañadas con melón, longaniza y jamón, los nochebuenos y la leche frita.